# Pterorhynchus wellnhoferi
Pterorhynchus wellnhoferi — вид птерозаврів, що існував у пізній юрі (164 млн років тому).

## Історія відкриття
Викопні рештки птерозавра знайдено у відкладеннях формації Гайфангу в окрузі Чифен провінції Внутрішня Монголія на північному сході Китаю. Цей зразок складається з зчленованого, майже повного скелета із залишками покривів. До них належали перетинка крил, волосоподібні структури, довга версія лопатки, знайдена на кінці «рамфорінхоїдних» хвостів, і гребінь голови з низькою кістковою основою та великим кератиновим розширенням.
Рід і вид був названий у 2002 році. Назва роду походить від грецького птерон — «крило», і ринхос — «морда», у зв'язку з високим гребенем на голові. Видова назва дана на честь німецького дослідника птерозаврів Петера Вельгофера.

## Опис
Єдиний відомий екземпляр мав подовжений череп довжиною 11,8 см, довгий хвіст і розмах крил близько 85 см.